# داویت هیلبرت
داویت هیلبرت (آلمانی: David Hilbert، ‏۲۳ ژانویه ۱۸۶۲ – ۱۴ فوریه ۱۹۴۳) ریاضی‌دان آلمانی و از مشهورترین ریاضی‌دانان قرن نوزدهم و آغاز قرن بیستم میلادی بود. او از اثرگذارترین ریاضی‌دانان در پیدایش و گسترش مکانیک کوانتومی و نظریه نسبیت است. هیلبرت طیف وسیعی از ایده‌های اساسی را در بسیاری از زمینه‌ها شامل نظریه ناوردا، حساب تغییرات، جبر جابجایی، نظریه جبری اعداد، بنیان‌های هندسه، نظریه طیفی عملگرها و کاربردهای آن در معادله انتگرالی، ریاضی فیزیک و نظریه برهان، کشف و توسعه داد.
او در کونیگس‌بِرگ زاده شد و ۱۸۸۴ از دانشگاه این شهر دکترا گرفت و نزدیک ده سال را به تدریس در آن دانشگاه گذراند. سپس در ۱۸۹۵ به استادی دانشگاه گوتینگن رسید و تا پایان عمر در این شهر زیست.

## زندگی
داویت هیلبرت ۲۳ ژانویهٔ ۱۸۶۲ در کونیگس‌برگ، شهری در پروس شرقی (روسیهٔ کنونی)، زاده شد و ۱۴ فوریهٔ ۱۹۴۳ در گوتینگن، آلمان درگذشت. او تنها فرزند اتو و ماریا هیلبرت بود و پاییز ۱۸۷۲ وارد دبیرستان فِریدریشس‌کُولِگ (Friedrichskolleg)، همان مدرسه‌ای که ایمانوئل کانت ۱۴۰ سال پیش در آن تحصیل کرده‌بود، شد. اما پس از مدتی، از آنجا ناراضی شد و آنجا را ترک کرد. او پاییز ۱۸۷۹ از دانشگاه هومبولت برلین دانش‌آموخته شد و پاییز ۱۸۸۰ در دانشگاه کونیگس‌برگ ثبت‌نام کرد. از بهار ۱۸۸۲ با دوستان بااستعدادش، هرمان مینکوفسکی و آدولف هورویتس (دانشیار در گُوتینگِن)، که با آن‌ها تبادل علمی ثمربخشی داشت، آشنا شد.
۱۸۸۵ با پایان‌نامه «دربارهٔ ویژگی‌های تغییرناپذیر فرم‌های دوتایی خاص» زیرنظر فردیناند فون لیندمن دکترا گرفت. او ۱۸۹۵–۱۸۸۶ همان‌جا استاد بود. ۱۸۹۲ با کِته یِرُش، دختر یک تاجر در همان شهر، ازدواج کرد. آن‌ها گفتند که می‌خواهند با استقلال از ثروت پدرش زندگی کنند.
وی ۱۸۸۶ تا ۱۸۹۵ در ٔدانشگاهِ آلبرتوس-کونیگس‌بِرگ ریاضیات درس می‌داد و ۱۸۹۵ تا ۱۹۳۰، دورهٔ کاری پرباری را در دانشگاه گوتینگن سپری کرد.

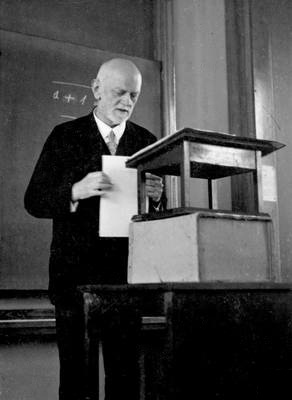
۱۹۳۲ میلادی در ۷۰ سالگی

هیلبرت ۱۸۹۵ به‌سفارش فلیکس کلاین و به‌نمایندگی او، استاد ریاضی دانشگاه گوتینگن شد، همان‌جا که آن زمان بهترین مرکز ریاضیات در جهان بود. هیلبرت کتاب مبانی هندسه را ۱۸۹۹ منتشر کرد که هدف آن مربوط کردن «اصول موضوعهٔ هندسه» به «اصل حساب» بود.

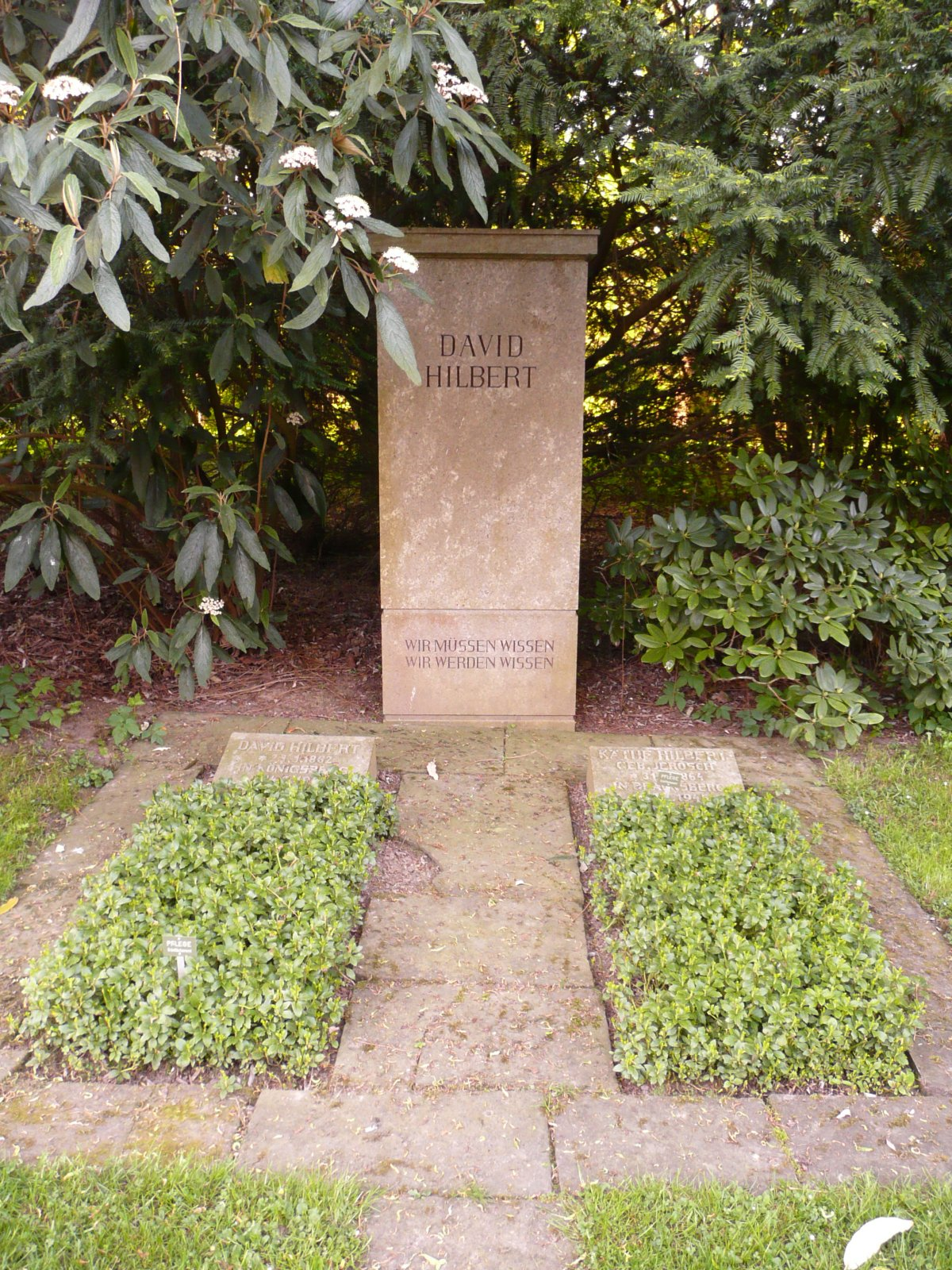
مقبرهٔ هیلبرت: ما باید بدانیم، ما خواهیم دانست

## اصول موضوعه هندسه
یکی از مهم‌ترین کارهای هیلبرت، صورت‌بندی اصول هندسهٔ اقلیدسی (و به‌طور کلی هندسهٔ اصل موضوعی) است.
هیلبرت بنیان‌گذار یکی از مکاتب اصلی فلسفهٔ ریاضی به‌نام «صورت‌گرایی» در آغاز قرن بیستم بوده‌است؛ در حقیقت او این مکتب را پس‌از پایان مطالعاتش در اصول موضوعی هندسه بنیان گذاشت. هیلبرت در کشف و گسترش بسیاری از ایده‌ها، نظریه‌ها و اصول در حوزه‌های گوناگون هندسه نقش داشته‌است.
اصل توازی هیلبرت (یا اصل توازی هیلبرت برای هندسهٔ اقلیدسی) چنین است: «هر چه باشد خط L و هر چه باشد نقطهٔ A غیر واقع بر خط L و P صفحهٔ شامل A و L باشد. آن گاه حداکثر یک خط در صفحهٔ P، گذرا از A موجوداست که شامل هیچ نقطه‌ای از L نیست.»
به بیانی ساده‌تر:
دو خط با هم موازی‌اند هرگاه همدیگر را نبُرند، یعنی نقطه‌ای پیدا نشود که بر هر دو خط واقع باشد.
اصل توازی: به‌ازای هر خط و هر نقطه غیرواقع برآن، یک، و تنها یک، خط به موازات آن خط هست که از آن نقطه می‌گذرد.
خود اقلیدس اصل توازی را این‌گونه بیان کرده‌است:
هرگاه خط راستی دو خط راست دیگر را ببُرد و مجموع زوایای درونی یک طرف آن خط از دو قائمه کمتر باشد، اگر این خط را امتداد دهیم سرانجام در همان طرفی که مجموع زوایا کمتر از دو قائمه است یکدیگر را می‌بُرند.
هیلبرت همچنین علاقهٔ ویژه‌ای به برخی زمینه‌های فیزیک داشت و کارهای مهمی نیز در آن‌ها کرده‌است. این علاقه به‌ویژه در ارتباط وی با اینشتین و در راستای صورت‌بندی «نسبیت عام» نمود داشته‌است. هیلبرت را اغلب ریاضی‌دانی محض می‌دانند، اما او رئیس سمینار فیزیک اتمی مشهور گوتینگن بود که اثر بسیاری بر توسعهٔ نظریهٔ کوانتوم داشت.
هیلبرت، ۱۸۹۹ «اصول هندسه» (آلمانی: Grundlagen der Geometrie) را نوشت که در آن به اصول موضوعهٔ هیلبرت پرداخت و آن را جای‌گزین اصول سنتی موضوعهٔ اقلیدس، که هنوز در کتاب‌های درسی آن زمان استفاده می‌شد، و به دور از کاستی‌های آن، کرد. در همین حال و مستقل از او، نوزده دانشجوی آمریکایی رابرت لی مور مجموعه‌ای از اصول موضوعه منتشر کرده‌بودند که برخی از این اصول، در روی‌کرد مور و هیلبرت بودند. روی‌کرد هیلبرت، اصول موضوعه را به سوی مدرن‌شدن برد. در این کار هیلبرت ابتدا مفاهیم تعریف‌نشده مانند نقطه، خط، تجانس جفت از نقاط، تجانس زاویه‌ها و خط و فضا را برشمرد و سپس هر دو هندسه یعنی هندسه مسطحه اقلیدس و هندسه فضایی را در یک سیستم متحد کرد.
۱۹۰۰ میلادی و در کنگرهٔ بین‌المللی ریاضی‌دانان، هیلبرت فهرستی از ۲۳ مسئله را پیش نهاد، که با قرار گرفتن حل این مسئله‌ها در صدر هدف‌های ریاضی‌دان‌ها، مسیر پیشرفت ریاضیات در قرن بیستم تعیین شد.
از میان مسئله‌های معروف هیلبرت، تاکنون ۱۸ مسئله حل شده‌اند. از پنج مسئله دیگر، یکی تا حدی حل شده، دو مسئله حل‌نشده مانده‌اند، صورت یک مسئله مبهم است و یک مسئله هم به زمینه‌ای جز ریاضیات، به فیزیک، مربوط می‌شود.

## فرمالیسم
هیلبرت از مدافعان اصلی فرمالیسم بود.

## نتایج و دستاوردها
هیلبرت یکی از بنیان‌گذاران ریاضیات قرن بیستم و آفرینندهٔ مکتب صورت‌گرایی در ریاضیات است، که بر ریاضیات این قرن اثر زیادی گذاشته‌است. یکی از دستاوردهای اساسی او در صورت‌گرایی و در مبانیِ هندسه است، که برخلاف مبانی اصل موضوعیِ نسبتاً شهودی‌تر اقلیدس، در بنا کردن هندسه بر پایهٔ اصلِ موضوعیِ محض مطرح شده‌است. کارهای او در ریاضی، عمیق و متنوع است. از جمله می‌توان نظریه ناورداها، نظریه میدان‌های جبری و تحقیق در مبانی هندسه و ریاضیات، و معادلات انتگرالی و فیزیکی را برشمرد. او سهم بزرگی در آنالیز ریاضی داشت. فضای برداری بی‌نهایت-بُعدی او که به فضای هیلبرت (Hilbert space) مشهورند، راه را برای آنالیز تابعی گشود.

## ۲۳ مسئله
۱۹۰۰ میلادی، هیلبرت در دومین کنگره بین‌المللی ریاضی‌دانان در پاریس در یک سخن‌رانی از مسائل ریاضیات گفت و پس از آن هرمان وایل دربارهٔ آن مسائل چنین گفت: «هرکس این مسائل را حل کند به جرگه افتخاری ریاضی‌دانان وارد می‌شود.» در همین سال هیلبرت، یک ریاضیدان برجسته در آلمان شد. او برای حل مسائل اساسی در نظریهٔ پایایی و مقاله‌ای مهم در نظریه اعداد در ۱۸۹۶ مشهور شد. ۱۸۹۹ به درخواست کلاین، هیلبرت کتاب مبانی هندسه را برای بزرگ‌داشت مقام گاوس و وبر در گوتینگن به چاپ رساند. آدولف هورویتس در نامه‌ای به هیلبرت دربارهٔ این کتاب نوشت: «شما با نوشتن این کتاب کوچک زمینهٔ شگرفی از تحقیقات را باز کردی که می‌توان آن را ریاضیات اصل موضوعه نامید که بسیار فراتر از قلمرو هندسه است.
او در این سخنرانی‌اش ۲۳ مسئله در ریاضیات را برشمرد:
1. مسئله کانتور برای عدد کاردینال پیوستار
2. سازگاری اصول موضوعهٔ حساب
3. تساوی حجم دو چند وجهی با مساحت قاعده و ارتفاع برابر
4. مسئله خط مستقیم با کوتاهترین فاصله بین دو نقطه
5. مفهوم سوفوس لی از گروه‌های پیوسته از تبدیلات بدون فرض مشتق‌پذیری توابع تعریف‌کنندهٔ گروه‌ها
6. ارائه ساختار اصل موضوعی ریاضیات برای فیزیک
7. گنگ و متعالی بودن اعدادی معین
8. مسئله اعداد اول، توزیع اعداد اول و فرضیهٔ ریمان
9. اثبات کلی‌ترین اصل تقابل در هر میدان
10. آیا یک الگوریتم برای تعیین حل‌پذیری معادلات دیوفانتی وجود دارد.
11. ارائهٔ یک نظریه برای فرم‌های درجه دوم با ضرایب عددی جبری
12. تعمیم قضیهٔ کرونکر برای میدان‌های آبلی به هر ساختار جبری گویا
13. ناممکن بودن حل معادلات کلی درجه ۷ توسط توابعی تنها از دو متغیر
14. اثبات متناهی بودن دستگاه‌های کامل و مشخص از توابع
15. ارائهٔ مبانی دقیق از حساب شمارش شوبرت
16. مسئله توپولوژی منحنی‌ها و رویه‌های جبری و تعیین کرانی برای تعداد سیکل‌های حدی دستگاه‌های چندجمله‌ای در صفحه
17. نمایش فرم‌های مشخص توسط مربع جملات
18. ساختن فضاهای اقلیدسی با تعداد متناهی گروه‌های چند وجهی
19. آیا جواب‌های مسائل منظم در حساب تغییرات لزوماً تحلیلی اند؟
20. ارائهٔ یک نظریهٔ کلی برای مسائل شرط مرزی
21. اثبات وجود معادلات دیفرانسیل خطی با گروه مُنودرُمی از پیش تعیین شده
22. یکنواخت‌سازی روابط تحلیلی توسط توابع اتومورفیک
23. توسعهٔ بیشتر روش‌های حساب تغییرات.

### کتابشناسی
- Constance Reid: Hilbert, Copernicus Books, New York, 1996, ISBN 0-387-94674-8